# Harpagophytum

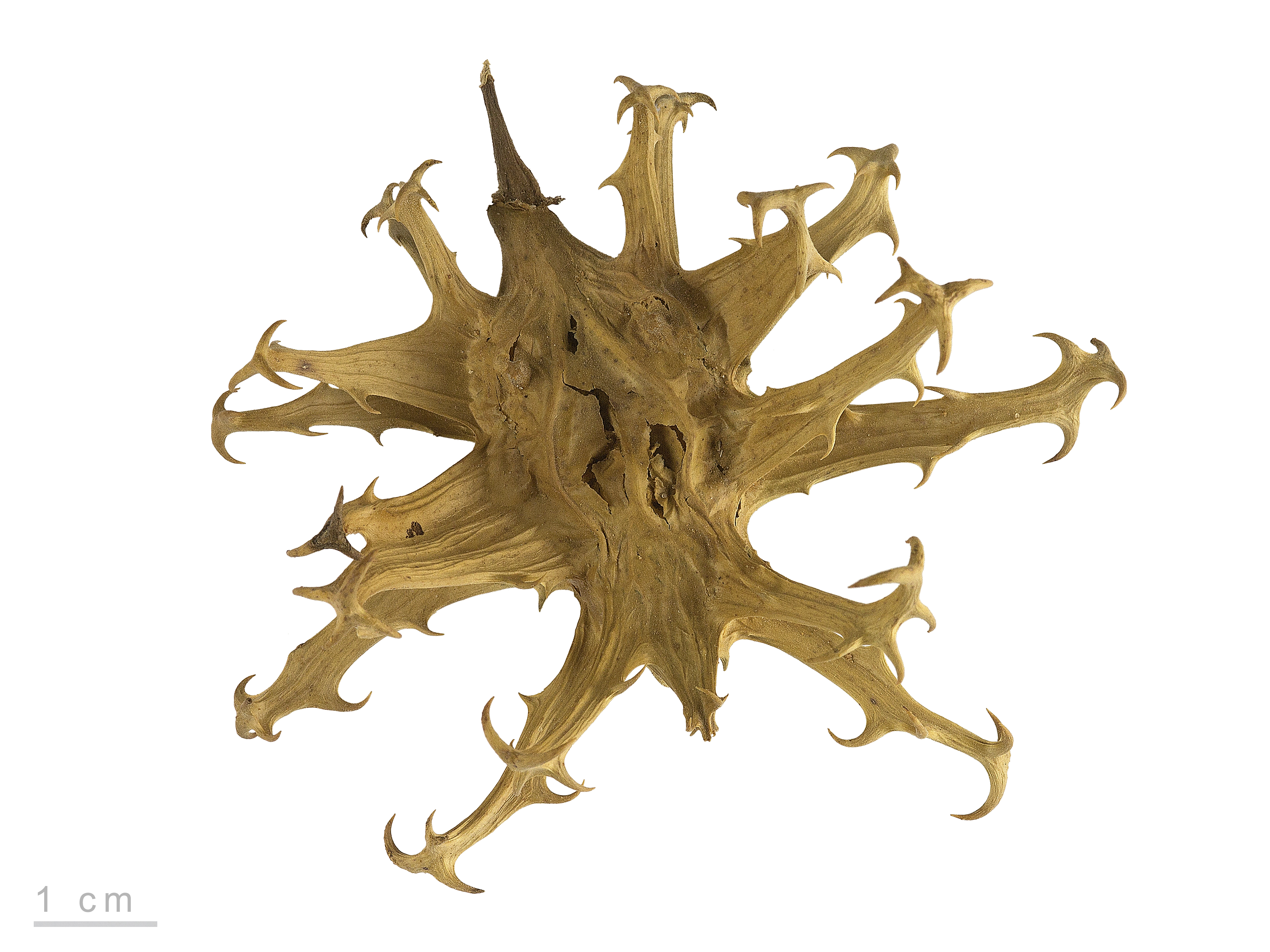
Harpagophytum procumbens - MHNT

Harpagophytum, vulgarmente chamada unha do diabo, é um género botânico pertencente à família Pedaliaceae.

## Espécies
| - Harpagophytum abbreviatum - Harpagophytum burchellii - Harpagophytum dimidiatum - Harpagophytum grandidieri - Harpagophytum leptocarpum | - Harpagophytum peglerae - Harpagophytum peltatum - Harpagophytum pinnatifidum - Harpagophytum procumbens - Harpagophytum zeyheri |

## Nome
Harpagophytum DC. ex Meisn. - Potenciais Efeitos Adversos e Preocupações- Tem seu uso proibido em toda a Europa por apresentar grande potencial de toxicidade e riscos gastrintestinais (Anorexia, Alteração de paladar, diarreia e dor abdominal, sangramento gástrico,  possível efeito estimulante de cálculos biliares, não deve ser utilizado em pacientes com úlceras gástricas e duodenais). Riscos de Alterações cardiovasculares e metabólicas (Hipotensão, uso com cautela em diabéticos e portadores de doenças cardíacas). Riscos Neurológicos (cefaléias e tonturas). De forma, que seu uso concomitante com drogas anti-hipertensivas, anti-diabéticas e anti-arritimíacas traz sérios riscos aos pacientes, além de não possuir estudos e documentação para uso a longo prazo.

## Propriedades Farmacológica
Estudos clínicos apontaram que nenhum destes eventos que foram queixados foram maior do que os relatados em grupos que utilizaram placebo e que o número de reações adversas consideradas menores como dor abdominal ocorreram em aproximadamente 3% dos pacientes.

### Origem[2]
A garra do diabo teve origem na África do Sul, onde os nativos utilizam como tônico amargo, antipirético e analgésico. A planta foi introduzida na medicina ocidental por um sul-africano chamado G. Mehnert, após constatações de nativos que a utilizavam em decocções dos tubérculos secos em casos enfermidades, como reumatismos e obstipação intestinal, como tônico-amargo em afecções digestivas ou como analgésico e anti-térmico.A droga vegetal consiste de bulbos periféricos que crescem até 3 cm de espessura e são cortados em pedaços e expostos ao sol para secagem durante três dias. A planta cresce em terreno árido, como Namíbia, Madagáscar e no Kalahari, por exemplo.  Em relação aos seus aspectos, a Garra do diabo, possui folhas largas com cerca de 3 a 5 lóbulos cobertas por mucilagem branca, apresenta flores em forma de trompetes que podem ser rosas, roxas ou vermelhas com um centro amarelo ou branco. Em relação ao seu princípio ativo, o extrato seco de raízes secundárias do H. procumbens (garra-do-diabo) tem como componentes químicos os iridóides, que são metabólitos secundários derivados da via do mevalonato (monoterpênicos), caracterizados por um grupo amplo de princípios amargos,estes compostos são constituídos por um núcleo (ciclopentano) ligado à alfa-pirona que possui átomos de oxigênio. Os seus derivados são encontrados na natureza sob a forma de beta-glucosídeos, denominados iridóides, por serem derivados do iridodial e isolados de formigas da Austrália (Iridomyrex spp.).  O fundamental princípio ativo do extrato é o harpagosídeo (iridóide glicosilado). Podendo ser encontrados na planta outros componentes, como os ácidos terpênicos: oleanólico, betaacetioleanóico e ursólico; a quinona harpagoquinona; alguns fitoesteróis como o estigmasterol e beta-sitosteróis; certos flavanóides como a lutoelina, kaempferol; os ácidos fenólicos representados pelos ácidos clorogênicos, cafeico e cinâmico livre; alguns aminoácidos; açucares (50%). Seus tubérculos e suas raízes secundárias contém uma mistura heterogênea de substâncias e, de acordo com os processos de extração, podem conter diversas frações de constituintes com propriedades analgésicas e anti-inflamatórias agonistas ou antagonistas, sinérgicas ou complementares.

### Medicamento Derivado[3]
O medicamento derivado da planta, garra do diabo, é o denominado Arpadol seu extrato é retirado das raízes das plantas e sua forma medicamentosa é encontrada em comprimido ou cápsula, além disso ele é padronizado por harpagosídeos, que atua como um marcador químico. Ademais ele é utilizado no tratamento de doenças reumatológicas como a osteoartrite, uma vez que, apresenta atividades anti-inflamatórias e analgésicas, no entanto segundo a literatura seus efeitos são melhores quando utilizados cronicamente e com a orientação médico, já que em alguns estudos clínicos in vitro ao utilizar o medicamento por 90 dia houve a falência dos camundongos e nos testes com pessoas foram constatadas as reações adversas. A Harpagophytum procumbens origina-se do sudoeste da África e já era utilizada por muitos anos pela população indígena. Apesar de estudos clínicos apresentarem a eficiência medicamentosa existem algumas contra indicações como por exemplo pessoas que possuem doenças cardíacas e que fazem o uso de medicamentos anti-hipertensivos devem tomar um maior cuidado com a quantidade que irão ingerir, pois a planta medicinal pode alterar a frequência cardíaca e a pressão arterial, além disso, a quantidade de bile produzido também pode aumentar. O uso do arpadol é utilizado para tratar casos reumatológicos, tratamento de lombalgias mialgias por via oral com forma medicamentosa de comprimido, deve-se usar a medicação de oito em oito horas.

### Metabolismo e Mecanismo de Ação[4]
O princípio ativo da Garra do diabo são os iridoides, mas especificamente os harpagosideos (um iridoide glicosilado). Os iridoides são metabolitos secundários produzidos pela plantas que são derivados da via do megalômano, constituídos por um núcleo constituído pelo ciclo hexano que é ligado a uma a-pirona que contém um oxigênio. Além desse metabólito secundário em maior quantidade, também é Possivel encontrar outros, porém em menor quantidade, mas que também possuem ação terapêutica, os ácidos terpênicos e fenólicos. Também foram encontrados alguns minerais: cálcio, cromo, ferro, magnésio, manganês, potássio, fósforo, selênio, silício e zinco. O uso dessa planta tem indicações para ação anti-inflamatória, analgésica leve e anticoagulante leve. Os harpagosídeos promovem também uma ação antiespasmódica leve. Alguns testes iniciais mostram que o seu uso por pacientes dependentes de corticoides e AINEs (Anti inflamatórios não esteroides) permite a diminuição do uso dos mesmo. Evidências demonstram que a ação da garra do diabo se dá por diferentes mecanismos de ação provavelmente são similares aos dos AINH (Anti inflamatórios não hormonais). Sua ação se dá pela interação do seu princípio ativo com a via metabólica do ácido araquidônico, do COX (Ciclooxigenase), LOX (Lipooxigenase) e atuando na liberação de citotocinas e produção de NO. Em estudos feitos com culturas de condrocitos de coelhos, foi observado efeitos de inibição da MMP-2 (Metaloproteinase da matriz).Alguns estudos defendem que o provável mecanismo de ação é pela ação dos heterosidios e do b-sitoaterol, que inibe a síntese de prostaglandinas e prostaglandinas sintase.Sua atuação pode também ser diferenciada dependendo da dosagem. Estudos utilizando extrato alcoólico de H. procumbens  demonstram que ocorreu a inibição do TNF-a, porém não foi observado esse mesmo efeito em dosagens mais baixas. Em dosagens maiores foram observadas a inibição da liberação das citocina, IL-6 e IL-1B, e das prostaglandinas E2.

### Interação Medicamentos[5]
Pelo seu potencial efeito anticoagulante, é contra indicado o seu uso em conjunto com medicamentos anticoagulantes, como varfarina e ácido acetilsalicílico, por potencializar seus efeitos e aumentar o risco de potencial hemorragia.

### Contra Indicação
Não deve ser consumido por pessoas hemofílicas, por apresentar efeito anti coagulante leve. Não é recomendada para pacientes com comorbidades gástricas e duodenais, por diminuir a produção de prostaglandinas e estimular a secreção de ácido gástrico. Não é indicado para pacientes com cálculos biliares por ter ação coleretica, causando aumento na produção dos cálculos. Não é indicado para mulheres grávidas por sua ação uterotonica, causando risco de aborto. Para pacientes hipertensos também não indicado o seu uso por provocar aumento da pressão arterial sistêmica devido a sua ação vasoconstritora.